# Conversione tra basi di numerazione potenze di uno stesso numero
Se le basi di due sistemi di numerazione sono potenze di uno stesso numero, allora l'usuale algoritmo di conversione di un numero da una base all'altra può agire direttamente su gruppi di cifre (includendo eventuali zeri iniziali):
- un numero di una cifra in base ab corrisponde ad un numero di b cifre in base a
- un numero di c cifre in base ab corrisponde ad un numero di bc cifre in base a, ed a un numero di b cifre in base ac
- un numero di cd cifre in base ab corrisponde ad un numero di bcd cifre in base a, ed a un numero di bd cifre in base ac

Ad esempio,
{\displaystyle 37_{9}=3\cdot 9^{1}+7\cdot 9^{0}=(1\cdot 3^{1}+0\cdot 3^{0})\cdot 3^{2}+(2\cdot 3^{1}+1\cdot 3^{0})\cdot 3^{0}=1\cdot 3^{3}+0\cdot 3^{2}+2\cdot 3^{1}+1\cdot 3^{0}=1021_{3}}

## Algoritmo
Più in generale, dalla trasformazione di ogni cifra della base {\displaystyle a^{b}} in base {\displaystyle a}, si ottiene direttamente la scrittura di un numero dalla base {\displaystyle a^{b}} alla base {\displaystyle a}.
Ad esempio,
{\displaystyle 3_{9}=10_{3}}
{\displaystyle 7_{9}=21_{3}}
quindi
{\displaystyle 37_{9}=3\ 7_{9}=10\ 21_{3}=1021_{3}}

## Tra due potenze
Ovviamente ogni trasformazione dalla base {\displaystyle a^{b}} alla base {\displaystyle a^{c}} può essere effettuata componendo una trasformazione dalla base {\displaystyle a^{b}} alla base {\displaystyle a} con una trasformazione dalla base {\displaystyle a} alla base {\displaystyle a^{c}}.
Ad esempio,
- {\displaystyle 5627_{8}=5\ 6\ 2\ 7_{8}=101\ 110\ 010\ 111_{2}=101110010111_{2}=10\ 11\ 10\ 01\ 01\ 11_{2}=2\ 3\ 2\ 1\ 1\ 3_{4}=232113_{4}}

Lo stesso procedimento può essere svolto "raggruppando" le cifre: ad ogni gruppo di {\displaystyle c} cifre in base {\displaystyle a^{b}} corrispondono un gruppo di {\displaystyle bc} cifre in base {\displaystyle a} ed un gruppo di {\displaystyle b} cifre in base {\displaystyle a^{c}}:
- {\displaystyle 56_{8}=5\ 6_{8}=101\ 110_{2}=10\ 11\ 10_{2}=2\ 3\ 2_{4}=232_{4}}
- {\displaystyle 27_{8}=2\ 7_{8}=010\ 111_{2}=01\ 01\ 11_{2}=1\ 1\ 3_{4}=113_{4}}

quindi
- {\displaystyle 5627_{8}=56\ 27_{8}=232\ 113_{4}=232113_{4}}